# Afghanischer Windhund

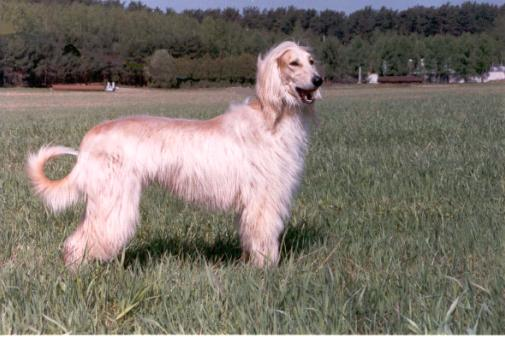
Variante Bakhmull

Der Afghanische Windhund, kurz Afghane, ist eine von der FCI anerkannte Hunderasse, deren Rassestandard in Großbritannien entwickelt wird (FCI-Gruppe 10, Sektion 1, Standard Nr. 228).

## Herkunft und Geschichtliches
Der Afghanische Windhund (afghanisch Thasi) ist eine der ursprünglichsten Windhundrassen aus dem Hochland des Hindukusch. Bereits um 4000 v. Chr. züchteten die Nomaden Afghanistans einen Typ von Hund, der heute als Vorfahr des Afghanischen Windhunds gilt. Dieser wiederum soll ursprünglich vom Nahen Osten nach Afghanistan gelangt sein, wobei der Körperbau, und hier speziell der Kopf, Ähnlichkeiten zum Persischen Windhund, dem Saluki und dem kirgisischen Taigan aufweist. Durch die bisher unzureichende Quellenlage ist der genaue Ursprung nicht nachvollziehbar.
In seinem Ursprungsland Afghanistan wurde der Hund hoch geschätzt und teilweise wie eine Kostbarkeit behandelt. Dies ist leicht zu verstehen im Zusammenhang mit dem kargen Leben der Nomaden in den zerklüfteten Bergen, den weiten Steppen dieses Landes und seiner rauen Natur, wo er als Jagdhund eingesetzt wurde und das Überleben seiner Besitzer sicherte. Hinzu kommt, dass er für die als Privileg geltende Beizjagd eingesetzt wird, um das Wild aufzujagen.

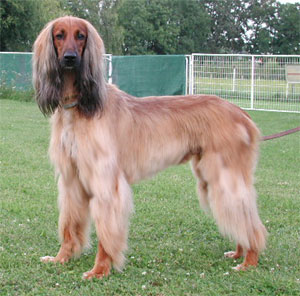
Rennafghane

Nach einem Zeitungsbericht aus dem Jahre 1962 in einer Kabuler Zeitung sind drei ursprüngliche Typen des Afghanischen Windhunds bekannt, der Bakhmull mit langem seidigem Haar, der glatthaarige Luchak und der ebenfalls glatthaarige mit langen Haaren an Beinen und Ohren Kalagh genannte Typ. In dem Bericht werden die unterschiedlichen Typen als eigenständige Rassen bezeichnet. Dabei ist nicht zu erkennen, ob es sich um eigenständige Populationen handelte oder die drei Typen auch untereinander stark vermischt wurden. Die Hunde wurden als so kostbar erachtet, dass sie wegen eines Exportverbotes aus dem Land geschmuggelt wurden. Britische Soldaten, die im zweiten Anglo-Afghanischen Krieg kämpften, brachten erste Exemplare mit nach Europa. Mit der Hündin „Mortee“ wurde der erste Afghanische Windhund auf einer Ausstellung in Bristol gezeigt. Nachdem mehrere Tiere der unterschiedlichen Typen dieses Windhunds nach England eingeführt waren und es verschiedene Rassestandards gab, legte der Standard von 1925 endgültig die Zucht auf den Typ des Bergafghanen fest.

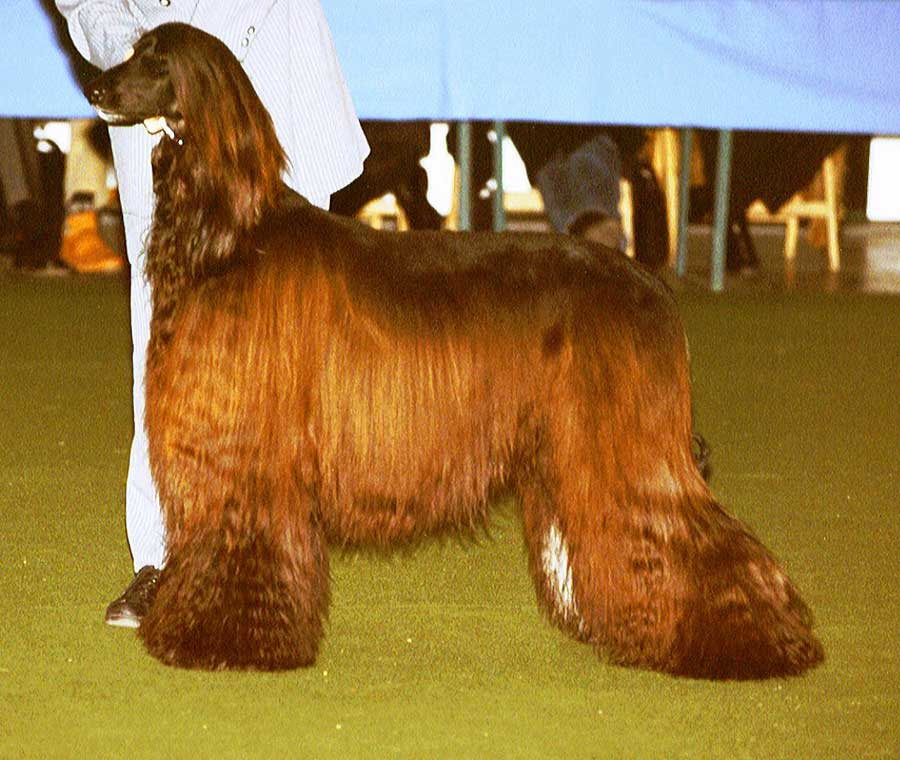
Showafghane

In den weiteren Jahrzehnten entwickelte sich der Standard vom einstigen Jagdhund immer mehr in Richtung Ausstellungstier. Das Haarkleid wurde länger und voller, so dass diese Hunde auf der Rennbahn keinen Erfolg mehr hatten. Dadurch gibt es unterschiedliche Zuchtlinien für die Präsentation auf Ausstellungen und die Verwendung auf der Rennbahn. Der wesentliche Unterschied zwischen beiden besteht hauptsächlich in der Behaarung, die beim Rennafghanen deutlich kürzer ist. Besonders üppige und lange Behaarung zeigen Ausstellungshunde aus Zuchtlinien in den USA. Durch die Spezialisierung der Zucht auf Erfolge bei Windhunderennen oder bei Ausstellungen entstehen so sehr unterschiedliche Typen vom Afghanischen Windhund, der Rennafghane und der reine Showafghane. Es gibt aber auch Bewertungskategorien, bei denen die Erfolge von Ausstellung und Rennbahn zusammengefasst werden, und hierbei können nur im Standard ausgewogene Hunde gewinnen.

## Beschreibung
Die Gesamterscheinung des Hundes soll Eleganz, Stolz und Würde zum Ausdruck bringen, aber auch die Kraft und die Schnelligkeit der Rasse erahnen lassen. Der Schädel ist lang und nicht zu schmal und weist einen langen Haarschopf auf. Für den eleganten und leicht federnden Gang achten die Züchter auf eine entsprechende Geometrie der Gliedmaßen. Das lange und seidige Fell darf alle Farben aufweisen, wobei die Farben, Creme, Silber, Schwarz, Schwarzbraun, Silber-schwarz, elfenbeinfarben und Domino am häufigsten vorkommen. Kopf mit und ohne schwarzer oder blauer Maske. Für die Gesamterscheinung des Hundes ist auch das ungefähre Verhältnis 1:1 von Schulterhöhe und Länge des Hundes ausschlaggebend. Dabei liegt die Höhe des Widerrists bei Rüden bei 68–74 cm und bei Hündinnen bei 63–69 cm. Der Bauch soll aufgezogen sein und einen tiefen Brustkorb haben. Das Gewicht der Hunde dieser Rasse liegt bei 20–30 kg. Afghanen werden bis zu 12 Jahre und älter.

## Wesen
Windhundtypisches Verhalten: Im Haus sanft, ruhig, unauffällig; draußen kann sich die Jagdleidenschaft durchsetzen. Das geht so weit, dass er in Wald und Flur nicht abgeleint werden kann. In der Regel ist er verträglich mit Artgenossen, kein Schutztrieb. Sein Gang gilt als stolz, was auch sein Wesen wiedergibt. Unabhängigkeit und absolute Ruhe sind Markenzeichen dieses Hundes in jeder Ausbildungsart. Jedoch sind Afghanen auch sehr sensibel und können bei falscher Handhabung misstrauisch gegenüber Fremden werden.

## Gesundheit
Die Afghanenmyelopathie ist eine vermutlich erblich bedingte Erkrankung des Rückenmarks, die zu einer vollständigen Gliedmaßenlähmung führt.